# 馬特·麥克林
馬特·麥克林（英語：Matt McLean；1988年5月13日—）是一位美國游泳運動員。他主要擅長自由泳泳姿。他代表美國參加了2012年倫敦奧運會，並幫助美國獲得4乘200米自由泳接力的金牌。